# Bolosaurus
Bolosaurus (van 'Bolo' + saurus Latijn: hagedis) is een geslacht van uitgestorven bolosauride ankyramorfe parareptielen uit het Cisuralien (Midden-Sakmarien tot Vroeg-Kungurien) van Noord-Azië en Noord-Amerika (Red Beds van Texas en Oklahoma).

## Geologische en milieu-informatie
Het Perm wordt gekenmerkt door de aanwezigheid van het supercontinent Pangaea, dat zich uitstrekte van pool tot pool en zo de grote oceaan Panthalassa schiep, en de Paleo-Tethys Oceaan, die zich tussen Azië en Gondwana bevond. De enkelvoudige gigantische continentale landmassa creëerde extreme klimaten, die werden gekenmerkt door extreme variaties van hitte en kou, evenals zeer seizoensgebonden moessonomstandigheden in sommige delen van het supercontinent. Niet alle regio's kregen overvloedige regenval en woestijnen waren wijdverbreid op Pangea. Dergelijke klimaatpatronen begunstigden gymnospermen boven planten die sporenverspreiding gebruiken zoals varens.

## Historische informatie / ontdekking
De eerste Bolosaurus-soorten werden beschreven in 1878 door Edward Drinker Cope. Zijn artikel Descriptions of Extinct Batrachia and Reptilia from the Perm Formation of Texas vermeldde de vondst van de verpletterde schedels en enkele wervels van Bolosaurus striatus en Bolosaurus rapidens (Cope 1878). De geslachtsnaam is afgeleid van het Grieks bolos, "klomp". De soortaanduiding striatus betekent "gegroefd" en verwijst naar de tanden. Rapidens betekent "rooftand". B. striatus is de typesoort en heeft als als holotype AMNH 4320.

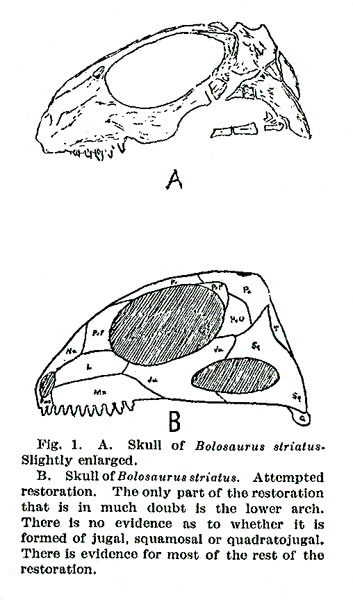
Bolosaurus striatus

De onvolmaakte schedel van Bolosaurus major, de "grotere", werd gevonden in 1911 door Robert Broom en werd in 1913 gepubliceerd in zijn artikel On the structure and Affinities of Bolosaurus (Broom 1913). Het holotype is AMNH 4461, een schedel.
In 1974 werd een bolosauride bovenkaak gevonden door Tartarinov in Mylva River, Komi, Rusland en kreeg de naam Bolosaurus traati (Tartarinov 1974). De soortaanduiding eert H.O. Traat. Het holotype is PIN 3318/1, een linkerbovenkaaksbeen.
Een volgende Bolosaurus-soort was van Robert R. Reisz, die de kaakbeenderen van Bolosaurus grandis vond en deze in 2002 publiceerde (Reisz 2002). De soortaanduiding betekent "de grote". Het holotype is OMNM 52311, een linkerdentarium.
De laatste soort is Bolosaurus augustodunensis Falconnet 2012. De soortaanduiding is afgeleid van Augustodunum, de Romeinse naam voor Autun, in Frankrijk waar het holotype MNHN.F.AUT 891 is gevonden, een linkerbovenkaaksbeen en fragmenten uit de schedel en ledematen.

## Beschrijving en paleobiologie

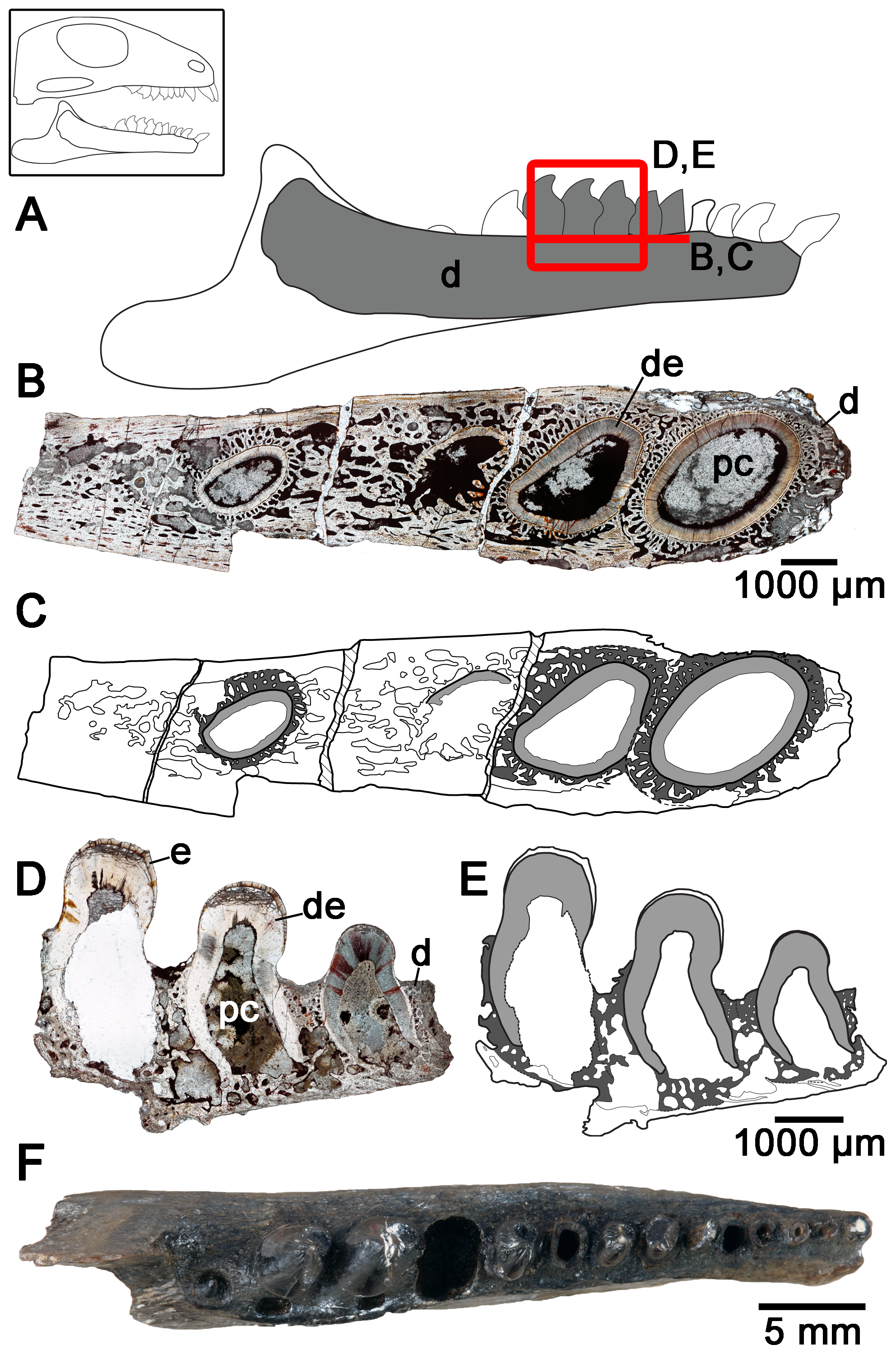
De tandstructuur

### Schedel
De schedel van Bolosaurus is in principe driehoekig van vorm. De schedel is breder en hoger in het achterste gebied, terwijl de voorste snuit stomp eindigt. De oogkassen zijn groot en cirkelvormig. 

### Tanden
De tanden zijn geplant in ondiepe holten met de kronen dwars op de kaakas gezet. In de bovenkaak is de achterste interne helft van de maxillaire reeks laag en horizontaal en vormt een richel. Het voorste uitwendige deel vormt een knobbel. De tanden van de onderkaak verschillen van die van de bovenkaak door de omgekeerde positie van richel en knobbel. Dit patroon suggereert volgens Cope dat Bolosaurus herbivoor was. Het best bewaarde exemplaar vertoonde in totaal zestien tanden.

## Fylogenie
Bolosaurus is in de Bolosauridae geplaatst.